# Jean Étienne Bernard Ogier de Clugny

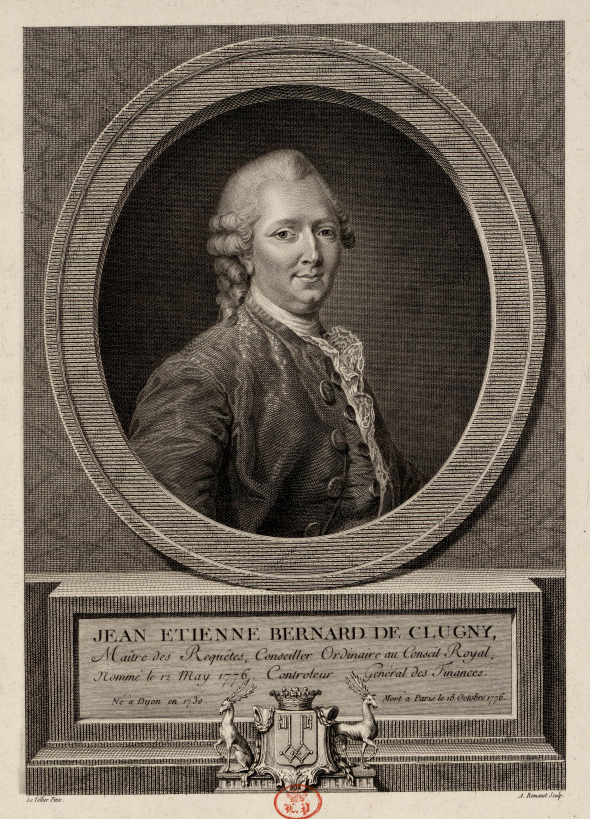
Jean Etienne Bernard

Jean Étienne Ogier de Clugny (Guadalupe, 20 de octubre de 1729 - París, 16 de octubre de 1776) fue un estadista francés.

## Biografía
Clugny de Nuits fue intendente de las colonias en Santo Domingo (1760-1764), posteriormente intendente de la marina en Brest (1765-1770), intendente de Rosellón en Perpiñán (1773-1774) e intendente de Guyena en Burdeos (1775-1776). En todos los puestos que ocupó se distinguió por su competencia, en especial ante los casos de epidemias. Sin embargo, sus costumbres privadas eran motivo de escándalo, pues vivía con sus tres hermanas, de quienes se decía que eran además sus amantes.
Maurepas, que lo estimaba y ya había pensado en el para reemplazar al abad Terray, hizo que le nombre Inspector general de finanzas el 21 de mayo de 1776 para reemplazar a Turgot. Este nombramiento, que aspiraba a contentar al partido choiseulista. En realidad, Clugny de Nuits se esforzó por seguir una vida intermedia, en la que influían por otra parte miembros importantes de la administración como Trudaine de Montigny o Bouvard de Fourqueux, defensores de los principios de libertad económica.
Si Clugny suspendió la aplicación de los edictos de Turgot que suprimían los gremios y las prestaciones personales, la declaración real del 11 de agosto de 1776 relativa a las prestaciones personales y las instrucciones dadas a los intendes el 6 de septiembre siguiente dando a las comunidades la posibilidad 
de asignar los trabajos de mantenimiento de carreteras a un contratista.
- Datos: Q3175866